# 神仙沼
神仙沼（日语：／ Shinsen-numa）是日本北海道後志綜合振興局岩内郡共和町內的一個高地濕原，是新雪谷連峰東山系的一部分，同時也是新雪谷積丹小樽海岸國定公園的一部分。

## 概況
神仙沼是棲舍努普利北側熔岩臺地上神仙沼濕原（4.18公頃）中最大的湖沼，有多個微型池塘分佈，水草豐美。春季湖畔盛開千島櫻、睡菜等花朵，夏季則有禪庭花、白毛羊鬍子草等花朵，秋季則能觀賞到紅葉，成為「新雪谷花田」的一個人氣觀光景點，並被認為是新雪谷連峰諸多湖沼中最美麗的一個。

## 歷史
棲舍努普利形成後，神仙沼在北側熔岩臺地上自然形成。
1928年10月7日，有「日本童軍之父」之稱的下田豐松在新雪谷連峰徒步中發現神仙沼，感歎「處處皆是神仙居所」（皆が神、仙人の住みたまう所），因此命名為神仙沼。
1963年7月24日，被指定為新雪谷積丹小樽海岸國定公園的一部分。

## 觀光
神仙沼因其神秘、美麗而吸引了大量觀光客前往，區內已建有停車場、展望台、木質步道、餐廳、休息區、觀光商品店、洗手間等設施，每年6月上旬至10月下旬可以散步觀光。天氣晴好時，可欣賞棲舍努普利的山麓，展望台更可以眺望到岩內町市街甚至是積丹半島和日本海。

## 保護
北海道森林管理局後志森林管理署和共和町觀光協會共同維護管理神仙沼。區內所有植物都受到法律保護。特別是作為「新雪谷·神仙沼自然休養林」的一部分，區內所有林木都是國有林，嚴禁砍伐。
為保護生態環境，神仙沼區內鋪設了1388公尺長的無障礙通行木質步道。1993年，管理機構在區內設置了募捐箱，呼籲訪客每人捐贈100日元以用於環境和觀光設施的維護。

## 交通

### 鐵道
- JR北海道函館本線俱知安車站下車，乘坐計程車約40分。

### 道路
- 北海道道66號岩内洞爺線

## 鄰近湖沼
- 大沼
- 長沼